# Hawkesbury Upton
Hawkesbury Upton är en by i South Gloucestershire, Gloucestershire i England. Byn är belägen 32,8 km 
från Gloucester. Orten har 955 invånare (2015).